# چیکاهیرو کوبایاشی
چیکاهیرو کوبایاشی (انگلیسی: Chikahiro Kobayashi; ۵ سپتامبر ۱۹۸۳ – ) بازیگر، و صداپیشه اهل ژاپن بود. وی از سال ۲۰۰۷ میلادی تاکنون مشغول فعالیت بوده‌است.